# Ciklodekán
|  |  |

|  |  |

A ciklodekán a C10H20 képletű folyékony, gyúlékony cikloalkán.

## Fordítás
Ez a szócikk részben vagy egészben a Cyclodecane című angol Wikipédia-szócikk ezen változatának fordításán alapul.  Az eredeti cikk szerkesztőit annak laptörténete sorolja fel. Ez a jelzés csupán a megfogalmazás eredetét és a szerzői jogokat jelzi, nem szolgál a cikkben szereplő információk forrásmegjelöléseként.